# 索威比
索威比（Arthur de Carle Sowerby，1885年－1954年），中文名字蘇柯仁，父親為在中國佈道逾四十年的浸禮會教士蘇道味（Arthur Sowerby)。蘇柯仁在中國度過童年，能說流利中文；後來返回英國讀高中與大學，並於1905年重回中國。曾在天津任教於倫敦會辦理的新學書院，之後參加多次長途探險旅程，採集當地標本。曾出版多部專書，奠定其在中國博物學方面的學術地位。